# سید یحیی بهبهانی
سیدیحیی بهبهانی سیاست‌مدار ایرانی بود، که در  دوره بیست و دوم  به‌عنوان‌ نماینده ‌بندرانزلی و  دوره بیست و سوم  به‌عنوان نماینده بندرعباس در مجلس شورای ملی حضور داشت.